# Bordáskabóca-félék

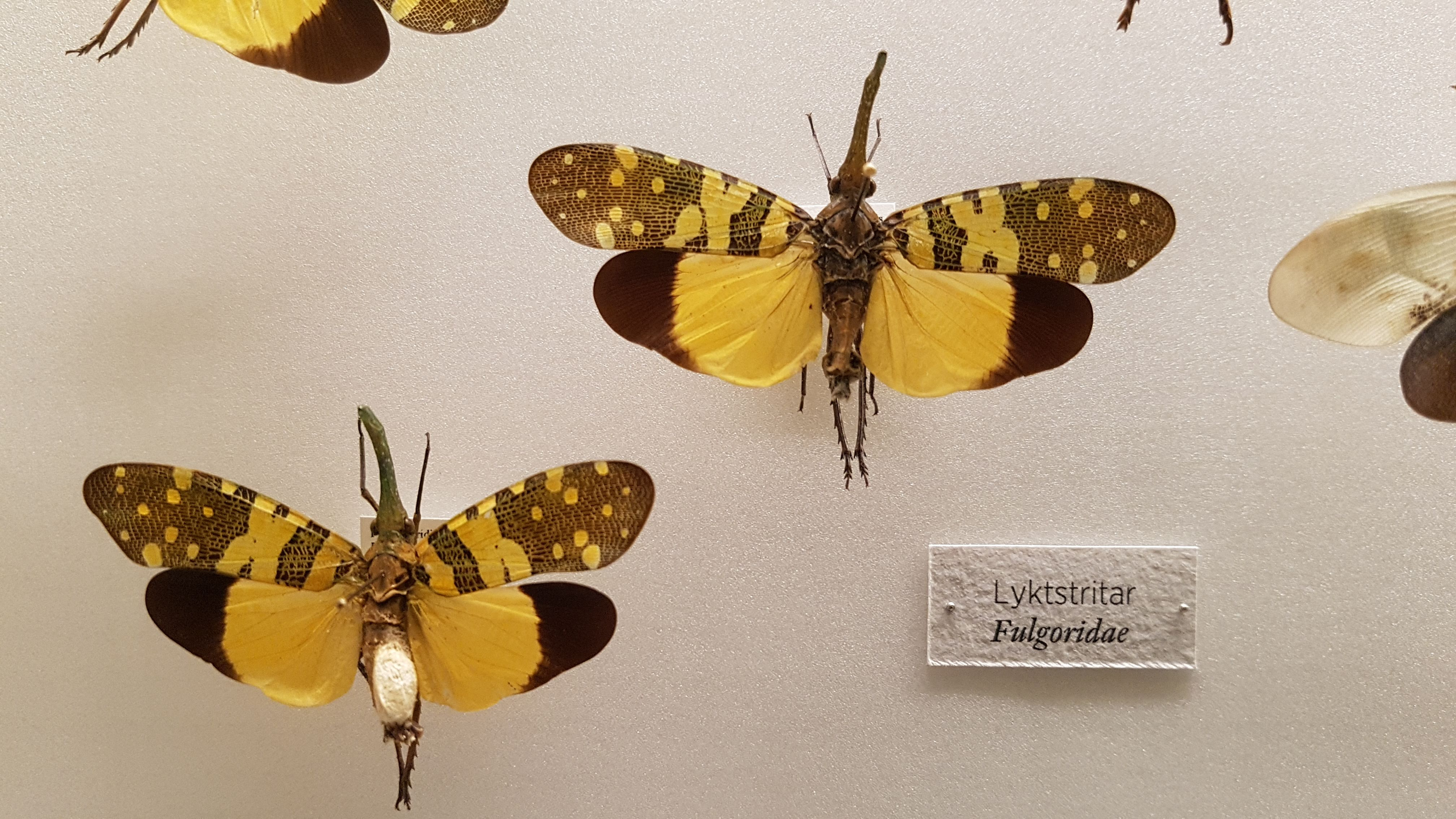
A Gothenburgi Természetrajzi Múzeum tárlójában kiállított példányok

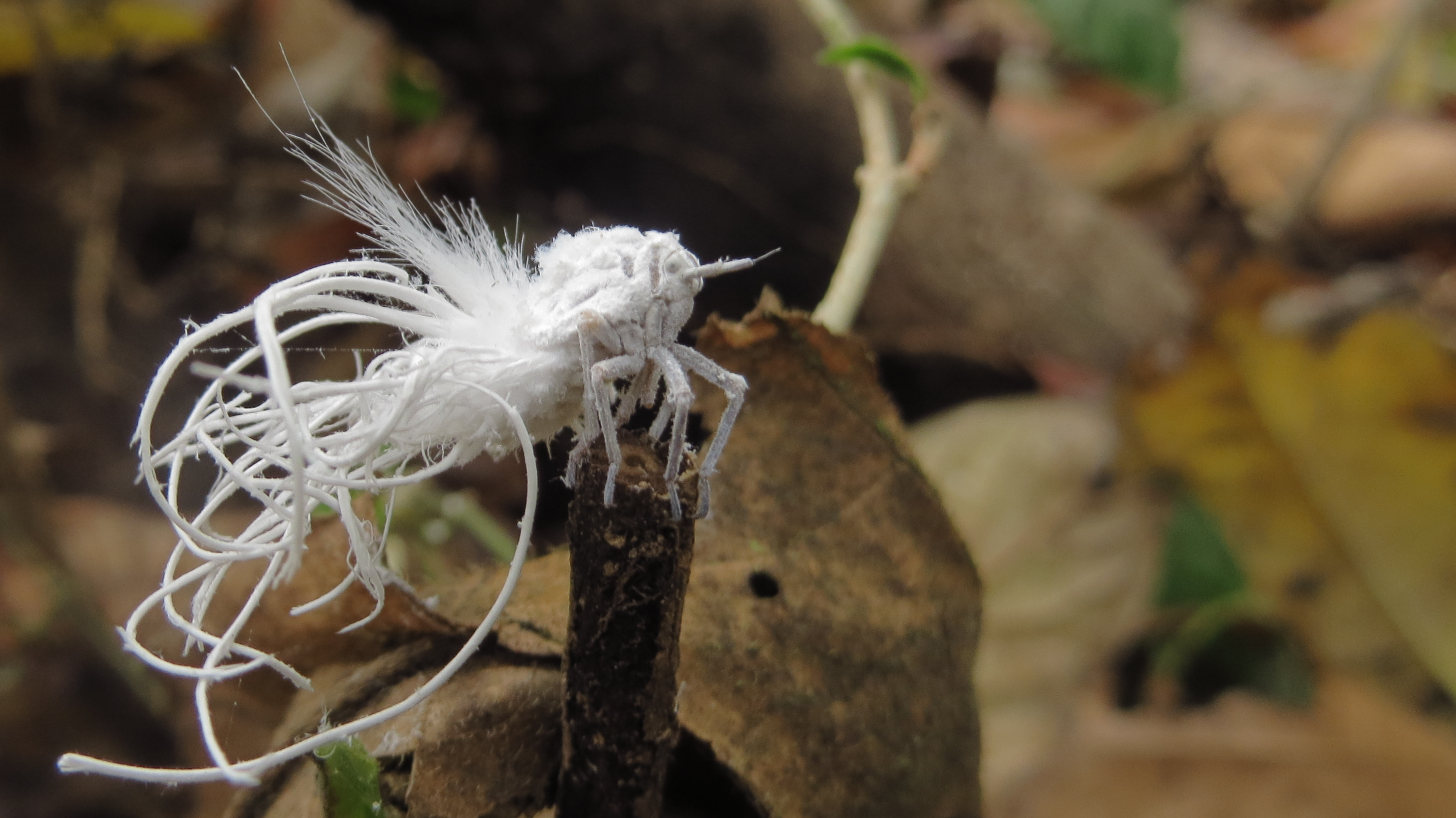
Viaszszövedék egy kabóca potrohán

A bordáskabóca-félék (Fulgoridae) a rovarok (Insecta) osztályába sorolt félfedelesszárnyúak (Hemiptera) rendjében a kabócák (Auchenorrhyncha) alrendjében a bordáskabóca-formájúak (Fulgoromorpha) alrendág névadó családja több mint 125 nemmel. A „lámpahordó kabóca” elnevezés (összes toldalékával) egy félreértés szívósan fennmaradt eredménye. Maria Sibylla Merian német természettudós és illusztrátor ugyanis a 17. század második felében egy képén úgy ábrázolta a nagy bordáskabócát (Fulgora laternaria), mintha annak feje a sötétben világítana.

## Származásuk, elterjedésük
Sűrűn erezett szárnyuk ősi típusú, aminek alapján feltételezik, hogy ez a kabócák (Auchenorrhyncha) egyik legkorábban kialakult családja.
A legtöbb kontinensen megtalálhatók, de főleg a trópusi övben. Gyakoriságuk a sarkok felé haladva fokozatosan csökken; a hideg mérsékelt égövet csak néhány faj éri el.

## Megjelenésük, felépítésük
Sok faj, így a névadó, Dél-és Közép-Amerikában élő bordáskabóca (Fulgora spp.) csőrszerű feje jóval túlnyúlik szemeiken. A tűzszemű kabóca (Pyrops spp.) fajok kétoldalt fogazott fejtoldaléka fűrészre, illetve reszelőre emlékeztet; különösen a Déltelet-Ázsiában élő gyertyafejű kabóca (Pyrops candelaria) fejtoldaléka látványos. A fej néha hólyagszerűen felfújt.
Több faj (például a Lystra lanata) fehér viaszfonalakból álló képződményt cipel a potrohán; ez a bokorszerű fonadék nem ritkán akkora, mint maga az állat.

## Életmódjuk, élőhelyük
Nagy többségük éjszaka aktív. Egyesével szívogatnak; nem verődnek össze nagy csapatokba.

## Rendszertani felosztásuk
A családot az alábbi 11 alcsaládra tagolják:
- Amyclinae
- Aphaeninae
- Dichopterinae
- Enchophorinae
- bordáskabóca-formák (Fulgorinae)
- Lyncidinae
- Phenacinae
- Poiocerinae
- Strongylodematinae
- Xosopharinae

- Zanninae

További 16 nem alcsaládba sorolatlan:
- - Amdewana
  - Amerzanna
  - Antsalovasia
  - Auchalea
  - Brasiliana
  - Caldania
  - Capenariana
  - Flatolystra
  - Fulgoricesa
  - Kutariana
  - Neocynthus
  - Pyrgoteles
  - Sinuala
  - Stalubra
  - Talloisia
  - Ulubra

## Gazdasági jelentőségük
Magányos életmódjuk miatt kártételük jelentéktelen.